# Le Giovani Marmotte e il mistero del maxi-cane
Le Giovani Marmotte e il mistero del maxi-cane è una storia a fumetti scritta da Carl Barks e disegnata da Kay Wright e pubblicata negli Stati Uniti d'America nel 1972.
Le fonti letterarie sono Il mastino dei Baskerville di Doyle, e L'isola del Dr. Moreau, di Wells.

## Storia editoriale
Venne pubblicata su Huey, Dewey and Louie Junior Woodchucks n.12 del gennaio 1972. Successivamente Daan Jippes ne realizzerà una nuova versione per il periodico danese Anders And & Co. del 16 agosto 2002 pubblicato in Italia come Le Giovani Marmotte - Il mastino delle colline mugolanti.

## Trama
Come detto, questa storia, al pari del "Loup Garou", trae ispirazione ancora una volta dal mito dell'uomo-lupo, inteso come essere che, in lande sperdute, spaventa i malcapitati passanti. Probabilmente è un mito simile che sta alla base de Il mastino dei Baskerville, uno dei migliori romanzi di Conan Doyle, in cui un'antica leggenda di un mastino infernale dagli occhi rossi come il sangue infesta le brughiere del nord dell'Inghilterra alla caccia della famiglia Baskerville, macchiatasi di una terribile colpa per mano del capostipite. Allo stesso modo sulle colline intorno a Paperopoli sembra che ci sia un mastodontico cane che terrorizza la popolazione e che attira l'attenzione delle Giovani Marmotte che, guidate dal Gran Mogol, cercano di risolvere il mistero. Nel corso delle indagini insieme a un segugio, il gruppo si imbatte dapprima in enormi impronte e quindi in un tacchino gigantesco; poi, a seguito di un paio di occhi rossi che li fissa nell'oscurità, la truppa fugge via; la scoperta di un misterioso laboratorio, finanziato da Paperone, nel quale si fanno esperimenti per far diventare gli animali più grossi in poco tempo. In questo ci sono evidenti somiglianze con L'isola del Dr. Moreau, ma anche con Il segreto del Dr. Hodson di David Case e di appena tre anni prima, in cui uno scienziato pazzo porta avanti degli esperimenti pericolosi e terribili su un'intera isola di animali.
Il terribile cane da guardia, scappato per la seconda volta al controllo delle catene, sta ora infestando le colline e così Paperone e nipoti si lanciano alla sua ricerca. grazie all'intervento del segugio delle giovani marmotte, il feroce mastino viene catturato.